# Çilekeş
Çilekeş (Чилекеш; тур. Страдалец) — турецкая рок-группа из Стамбула, основанная в октябре 2002 года.

## История группы
Группа «Çilekeş» была основана в октябре 2002 года в Анкаре. Первый свой концерт коллектив отыграл в ноябре 2002 года в клубе Saklıkent.
В мае 2003 года молодой и малоизвестной тогда группе представилась возможность принять участие в конкурсе «Fanta Genç Yetenekler Aramızda» (Фанта среди талантливой молодёжи). Пройдя отборочный тур, «Çilekeş» получили право выступать в живую на сборном финальном концерте, проводимом на территории Центральной Анатолии. Выступление группы на концерте настолько понравилось жюри, что «Çilekeş» была присуждена победа в этом конкурсе.
Выступления группы впечатлили не только жюри, но и зрителей. После конкурса её стали приглашать на различные мероприятия. У группы состоялся тур по 17 городам Турции, который посетило около 350 тысяч зрителей, ребята выступали вместе с Джандан Эрчетин, Бейаз, Харем и Невом, Таким образом, благодаря этому крупномасштабному туру, появилась любительская группа, которая, даже не выпустив первого альбома, привлекла внимание зрителей. Но ребята были заняты не только гастрольной деятельностью. Наряду с концертами они, работая над новыми песнями, готовили свой первый альбомом. И уже в марте 2005 года ребята приступили к записи альбома, который получил название «Y.O.K» (Н. Е. Т.).
После выхода дебютного альбома «Çilekeş» отправились в тур, отыграв свои концерты как на территории Турции, так и за рубежом. В ноябре 2005 года группа выступила с концертом в Гондурасе. «Çilekeş» первая турецкая группа, посетившая Центральную Америку. С 2005 по 2007 года «Çilekeş» были участниками различных международных фестивалях по всему миру. Они выступали на одной сцене с такими музыкантами как «Morrisey», «Deftones», «Megadeth» и «Garbage».
В феврале 2008 года ребята садятся в студии и начинают готовить к выходу свой второй альбом. Уже в апреле 2008 года второй альбом «Katil Dans»' выходит в свет. После этого в 2008—2009 годах группа увеличивает количество своих сольных выступлений. В этот период они продолжает принимать участие в разнообразных международных фестивалях и в крупнейших фестивалях Турции, таких как «Rock’n Coke» в Стамбуле и «Rock Tatili Foça» в Фоче, завоевывая все больше и больше внимания и поклонников.
В феврале 2010 года «Çilekeş» приступили к записи своего третьего альбома. В июле 2010 года альбом вышел в свет.

## История альбомов

### «Y.O.K»
Дебютный альбом группы был создан на звукозаписывающем лейбле «İTÜ MIAM» и был выпущен в июне 2005 года. Продюсером альбома выступил Волкан Башаран.Он очень помог музыкантам при выпуске дебютного альбома. Когда «Çilekeş» написали свой первый альбом, именно он помогал выпустить диск в свет. «Çilekeş» не хотели, чтобы иностранные звукозаписывающие компании участвовали в записи альбома, они также не хотели, чтобы кто-то вмешался в их работу. Весь музыкальный материал, используемый в «Y.O.K»: слова, музыку и аранжировки были сделаны самими музыкантами группы. Также к записи дебютного альбома были привлечены и другие музыканты, такие как известный рэпер Фуат (Fuat), барабанщик группы «Kurban»Бурак Гюрпынар и известная альтернативная певица Айлин Аслым. Первый альбом «Y.O.K.» полюбился огромному количеству людей, как на территории Турции, так и далеко за пределами страны.
.

### «Katil Dans»
После успеха первой пластинки в 2005 году «Çilekeş» приступили к записи 2-го альбома, который получил название «Katil Dans» в феврале 2008 г. на «Stüdyo Flat» Таркана Озбююка.
 «Katil Dans» стал более жестким как в плане музыки, так и текстов песен. Во время выпуска второго альбома «Katil Dans» многое изменилось. Причиной этих изменений стал переезд группы в Стамбул, прошло время, ребята посмотрели на мир по-другому. Со временем изменилось отношение к музыкальным инструментам, оно становится более агрессивным. Музыка стала более жесткой, тексты песен стали более жесткие, все стало жестче. Произошли изменения в музыке, изменения в самих участниках «Çilekeş», стиль написания песен у альбомов разный. Несмотря на то, что журнал «Rolling Stone» назвал альбом «Katil Dans» альбомом года, музыканты не боятся и не перестают вносить какие либо изменения в своё творчество.

### «Histeri Çalışmaları»
Спустя ещё 2 года группа в июле 2010 года выпускает в свет свой новый альбом «Histeri Çalışmaları». Основной мыслью альбома является душа самого человека и его внутреннее состояние. «Histeri Çalışmaları» — третий альбом «Çilekeş», который кардинально отличается от предыдущих двух альбомов. Это отличие вызвало огромный резонанс в обществе. Мнения слушателей и критиков разделились, разгорелись споры. Одни утверждают, что ребята взрослеют и делают более серьёзную и осознанную музыку, вкладывая в неё свой жизненный опыт и отношение к окружающему миру. Другие утверждают, что ребята выдохлись, изжили себя как группа и музыканты, даже поползли слухи о распаде группы. Но, как утверждают сами ребята, «Çilekeş» дружны и как некогда сплочены, а их новый альбом отражает их внутреннюю суть, мысли, чувства и переживания. По словам самих музыкантов, в новом альбоме они передали своё внутреннее состояние, отразили то, что творится у них в душе. В нём нет лжи, все чистая правда.
«Histeri Çalışmaları» можно приобрести за 5 TL в магазинах, а также его можно скачать абсолютно бесплатно с официального сайта группы. «Çilekeş» намеренно выложили альбом в свободный доступ для всех любителей качественной музыки.

## Дискография
Histeri Çalışmaları (Lin Records) (2010)
1. Tanı — 0:51
2. Takla — 5:50
3. Hezarfen — 3:21
4. Havale — 4:42
5. Kafakafesi — 5:20
6. Kara Mizah — 4:17
7. Röntgen — 2:04
8. Askı — 6:24
9. Sine — 2:10
10. Taç — 4:51
11. Neva — 8:25
12. Sır — 3:20

Katil Dans (P.i. Müzik) (2008)
1. Akrep — 5:50
2. Diril — 5:08
3. Katil Dans — 6:44
4. Her Deniz (Instrumental) — 4:05
5. Kulağakaçan — 1:44
6. Hıt Dalasi — 3:02
7. Sinir — 5:11
8. Pervazda Tatil — 7:09
9. Bir Ses Yap! — 4:22

Y.O.K. (Onair Müzik) (2005)
1. Kendimden geriye — 3:56
2. Y.O.K. — 4:41
3. Çilekeş (Ardıma hiç bakmadan) — 3:41
4. Gözaltı — 3:51
5. Kurar — 4:35
6. Yetmiyor — 4:36
7. Körpe — 4:33
8. Sorma — 4:39
9. Siyah — 4:45
10. Yeniden — 3:50
11. Kendimden geriye II — 18:26

## Состав
- Гёркем Карабудак — вокал, гитара, бас-гитара c 2010 г.
- Али Гючлу Шимшек — бэк-вокал, гитара
- Джумур Авджил — ударные
- Гёкхан Шахинкая — бас-гитара (с 2006 по 2010)

## Клипы
- «Y.O.K.»
- «Kendimden Geriye»
- «Yetmiyor»
- «Siyah»
- «Kürar»
- «Akrep»
- «Hit Dalaşı»
- «Katil Dans»
- «Diril»
- «Kara Mizah»
- «Hezarfen»
- «Kafakafesi»